# Сатавальский язык
Сатавальский язык — микронезийский язык Федеративных Штатов Микронезии. Сатавальский язык является австронезийским и входит в подгруппу труукских языков.

## История
На сатавальском языке говорят на острове Сатавал, расположенном в Федеративных Штатах Микронезии. На этом языке также говорят в штате Яп, близлежащих атоллах и островах, таких как Ламотрек, Волеаи, Пулуват, Пулусук и штат Чуук. Меньшие популяции носителей языка также можно встретить на Сайпане, в Содружестве Северных Марианских островов и в некоторых частях Соединенных Штатов. Согласно переписи 1987 года, на сатавальском языке говорят примерно 460 человек, однако это число выросло, согласно подсчету, проведенному исследователем Кевином Родди, который сообщил о примерно 700 говорящих в 2007 году.